# 欠格
在語言學上，欠格（abessive case；abessiivi）為一種「名詞格」（noun case）用來表示某種東西的缺少或缺席。而在英語中，相當的功能是由介系詞"without(欠缺)"來表示。欠格這個名稱來自于拉丁語 "abesse (缺席、或走掉)"。欠格主要是在芬蘭-烏戈爾語族中發現的，不過在高加索語族中也能見到。然而，在高加索語族中不用欠格，用"分離格(carative case)"來表示。

## 語言範例
在英語中，careless（不小心）可以说是一个欠格，但英语中很少会有欠格，尤其是在口語中。克丘亚语中的欠格以-naq来作为字词的结尾，比如wasi（房子）的欠格就是wasinaq。

## 外部連結
- 英漢語言學術語對照